# Funke Opeke
Funke Opeke là một kỹ sư điện người Nigeria, người sáng lập Main Street Technologies và Giám đốc điều hành của Công ty Cáp Main One, một công ty dịch vụ truyền thông có trụ sở tại bang Lagos, phía tây nam Nigeria.

## Giáo dục và đời đầu
Opeke có bằng Cử nhân và thạc sĩ về Kỹ thuật Điện của Đại học Obafemi Awolowo và Đại học Columbia. Sau khi tốt nghiệp ở Đại học Columbia, cô tiếp tục với sự nghiệp về CNTT tại Hoa Kỳ với tư cách là giám đốc điều hành với bộ phận buôn bán của Verizon Communications tại thành phố New York. Năm 2005, cô gia nhập MTN Nigeria với tư cách là giám đốc kỹ thuật (CTO). Cô từng là cố vấn tại Transcorp và giám đốc điều hành của NITEL trong một thời gian ngắn.

## Cáp MainOne
Sau khi quay trở lại Nigeria, Funke Opeke bắt đầu với MainOne  vào năm 2008 khi cô nhận thấy kết nối internet thấp ở Nigeria. MainOne là nhà cung cấp dịch vụ và giải pháp mạng  của Tây Phi. Tàu ngầm đầu tiên thuộc sở hữu tư nhân, tiếp cận mở 7.000 km dưới biển kéo dài từ Bồ Đào Nha đến Nam Phi với các cuộc đổ bộ dọc theo tuyến đường ở Accra, Ghana và Lagos, Nigeria.